# Sonny Perdue
George "Sonny" Perdue (Perry, 20 de diciembre de 1946) es un político estadounidense, que ocupó el cargo de Gobernador de Georgia entre 2003 y 2011. Fue el primer gobernador republicano en Georgia desde la Reconstrucción. Se desempeñó como Secretario de Agricultura de los Estados Unidos durante el periodo del presidente Donald J. Trump siendo confirmado en el senado en abril de 2017.
Estudió Veterinaria en la Universidad de Georgia y trabajó como tal años antes de dedicarse a la política. Antes de su asunción como Gobernador, se había desempeñado en el Senado de Georgia entre 1991 y 2002.
Su primo hermano es David Perdue, el senador junior del estado de Georgia.